# Mario Gabinio
Mario Gabinio (Turin, 12 mai 1871 - Turin, 19 avril 1938) est un photographe et alpiniste italien, actif dans la région du Piémont.

## Biographie
Le corpus photographique de Mario Gabinio se compose principalement de plaques de 18 x 24 cm et de tirages associés, avec une utilisation occasionnelle de demi-tailles et de tailles plus petites. On peut dire que l'utilisation d'un film en rouleau est sporadique. Son activité de photographe est sommairement divisée en trois grandes périodes et domaines thématiques, qui se chevauchent ou se recoupent en partie: photographie de montagnes, architecture et nature morte.

## Collections
- Fondation Agnelli

## Source
- (it) Cet article est partiellement ou en totalité issu de l’article de Wikipédia en italien intitulé « Mario Gabinio » (voir la liste des auteurs).

## Bibliogtaphie
- (it) P. Cavanna : Mario Gabinio. Valli piemontesi 1895-1925. GAM, Turin, 2000.  (ISBN 888810304X).
- (it) G. Bertoldi, E. Nori : Torino anni '20. Documentazione fotografica da materiali di Mario Gabinio (1871-1938). Fondation Giovanni Agnelli, Turin, 1974.